# Soledar
Soledar (en ucraïnès i en rus Соледар) és una ciutat d'Ucraïna que pertany a l'óblast de Donetsk. El 2021 tenia 10.490 habitants.

## Història
Al lloc de l'actual ciutat moderna, hi havia ubicada des del segle XVII la vila de Briantsevka, habitada per cosacs del Don i colons del nord d'Ucraïna. L'ocupació principal era la producció de sal i el 1881 la vila fou denominada Soledar per la mina. Més endavant, es van trobar als encontorns dipòsits de quarcites i fang refractari, i el 1887 van construir una planta d'alabastre i una altra de fabricació de material refractari. Per al transport de la sal i dels altres béns de les companyies integrades es va construir una estació de tren el 1913.
El 1926 es va canviar el nom de la vila pel de Karl Liebkncht en honor al polític judeualemany Karl Liebknecht, i el 1965 va obtenir l'estatus de ciutat. Finalment, el 1991 va rebre el nom de nou de Soledar.
Durant la Segona Guerra Mundial, la ciutat fou ocupada per l'exèrcit alemany des del 31 d'octubre de 1941 fins a setembre de 1943. Durant aquell temps, les mines de sal foren completament destruïdes i el 1947 es completà la restauració de l'última de totes les mines destruïdes.
A mitjans d'abril de 2014, agents russos del Departament Central d'Intel·ligència dirigits per Ígor Guirkin van obtenir el control de diverses ciutats de l'óblast de Donetsk, inclosa Soledar. El 21 de juliol del 2014 les forces ucraïneses van assegurar la ciutat de nou.
Durant la invasió russa d'Ucraïna del 2022, Soledar fou bombardejada repetidament i una gran part dels residents foren evacuats. Un míssil va destruir la planta de sal d'Artemsil el 28 de maig del 2022. El 28 de juliol del 2022, l'Estat Major d'Ucraïna informà que els combats s'aproparien a les ciutats de Bakhmut i Soledar. El 9 d'agost del 2022 el líder txetxè Ramzan Kadírov afirmà que "les forces aliades també prengueren sota control les instal·lacions de la planta de Knauf" en el marc de la batalla de Soledar, que acabà amb la derrota dels russos. No fou fins una ofensiva iniciada el 7 de gener de 2023 per part sobretot de mercenaris del Grup Wagner, que el 12 de gener Rússia va acabar conquerint la ciutat sencera.